# Colpodium violaceum
Colpodium violaceum là một loài thực vật có hoa trong họ Hòa thảo. Loài này được (Boiss.) Griseb. mô tả khoa học đầu tiên năm 1852.